# Hortense Globensky-Prévost
Hortense Globensky-Prévost , född i Saint-Eustache 1804, död 29 april 1873 i Montreal, var en kanadensisk hjältinna, även känd som Chevalière des Deux-Montagnes och Héroïne du Nord . Hon är känd för sina handlingar som lojalist under de antibrittiska upproren 1837–1838.

## Biografi
Hortense Globensky-Prévost var dotter till doktor Auguste-France Globensky och Marie-Françoise Brousseau, och gifte sig 1829 med notarien Guillaume Prévost, med vilken hon bosatte sig i Sainte-Scholastique och fick två barn. Hon var syster till Tory-politikern Frédéric-Eugène Globensky, och deltog i hans politiska kampanj under valet 1834, då han förlorade mot Patriote-partisterna William Henry Scott och Jean-Joseph Girouard i Deux-Montagnes. Hon blev som sådan en välkänd representant för Tory-partiet. Under upproren 1837–1838 tillråddes hon i juli 1837 att söka skydd hos grannarna eftersom patriotpartiets anhängare ämnade överfalla hennes hus. Hon vägrade dock att lämna huset eftersom ett av hennes barn nyligen avlidit, och hon inte ville lämna dess kvarlevor. Istället klädde hon sig i sin makes kläder och positionerade sig beväpnad vid ett fönster i sitt hus. Då mobben närmade sig huset, fick åsynen av henne stridsberedd dem att avstå från attacken. Hon hyllades sedan av lojalisterna som gav henne en tekanna av silver med inskriptionen:  
“Presented to Madame G. Prévost, of Sainte-Scholastique, by several loyal persons of Montreal, in testimony to her heroism, greater than that expected of a woman, on the evening of 6 July 1837.”
15 oktober 1837, när stadens patriotpartister försökte uppvigla stadens innevånare till uppror mot regeringen, talade hon emot dem offentligt och försökte istället avråda allmänheten. Då patrioterna hotade henne hotade hon dem tillbaka genom att visa att hon var beväpnad. Under denna tid hamnade hon flera gånger i konflikt med patrioterna, och upprepade samma scen i november. Amury Girod, en anhängare till Jean-Olivier Chénier, blev känd som en av hennes huvudmotståndare och förgäves försökte tysta henne. Efter lojalisternas seger i Slaget vid Saint-Eustache uttryckte allmänheten i staden sin ånger över att inte ha lyssnat till hennes linje och vädjade med framgång till henne att be sin bror Maximilien Globensky att frige de patrioter som tillfångatagits av John Colborne, något som också skedde. Hortense Globensky-Prévost beskrivs som temperamentsfull, passionerad och tapper, och fick smeknamnen Chevalière des Deux-Montagnes och Héroïne du Nord i dåtida press.